# Палиокримински манастир
Палиокриминският или Палеокриминският манастир, известен и като Палиомонастиро (на гръцки: Μοναστήρι Παλιοκριμινίου, Παλιομονάστηρο, в превод Стар манастир), е бивш православен манастир в Егейска Македония, Гърция в диоцеза на Сисанийската и Сятищка епархия.

## Местоположение
Манастирът е бил разположен в планината Горуша (Войо), югозападно под връх Палиокримини (1802 m), северно от село Борботско (Ептахори), край бившето село Кримини (Палиокримини).

## История
Манастирът е бил посветен на Успение Богородично (Κοιμήσεως της Θεοτόκου) или на Въведение Богородично (Εισοδίων της Θεοτόκου). Смята се, че е основан в X век.
Манастирът е опустошен от нападения на албанци. Метох на манастира е бил „Рождество Богородично“ край Зони (Занско), разположен от западната страна на връх Палиокримини, който също е известен като Палиомонастиро.